# Рандал Силвис
Рандал Силвис (на английски: Randall Silvis) е американски драматург, сценарист и писател на произведения в жанра съвременен и исторически трилър, криминален роман, драма и документалистика.

## Биография и творчество
Рандал Силвис е роден на 15 юли 1950 г. в Медисън Тауншип, окръг Клариън, Пенсилвания, САЩ. Следва в Университета Клариън и в Университета на Индиана в Пенсилвания.
Първата му книга, сборникът „The Luckiest Man in the World“ (Най-щастливият човек в света), е издадена през 1984 г. Книгата получава наградата „Дрю Хайнц“ за разказ на английски език.
Първият му роман „Excelsior“ (Екселсиор) е издаден през 1988 г. През 1993 г. е издаден романът му „An Occasional Hell“ (Случаен ад). В историята, която се случва в тихо южняшко градче, уважаван професор е застрелян на любовна среща с местна сервитьорка, която внезапно изчезва. Основна заподозряна е вдовицата му Елизабет. През 1996 г. романът е екранизиран във филма „Преследван от миналото“ с участието на Том Беринджър, Валерия Голино и Кари Вюрер.
Първият му роман „On Night's Shore“ (На нощния бряг) от поредицата „Едгар Алън По“ е издаден през 2001 г. Самоубийство на млада жена с бебето ѝ сблъсква уличния хулиган с борещия се млад журналист Едгар Алън По. Двамата откриват тялото на още една млада жена и попадат в капан от убийства, алчност и власт, която се простира от бедните квартали до блестящите височини на Пето авеню.
През 2017 г. е издаден романът му „Чернова“ от поредицата „Случаите на Райън ДеМарко“. Сержант Райън ДеМарко разследва убийството на съпругата и децата на любимия си професор в колежа и автор на бестселъри Томас Хюстън, който е изчезнал и е определен за главен заподозрян. Той е оставил полузавършен ръкопис, който може да съдържа улики към мистерията кой е убиецът на семейството.
Негови многобройни есета, статии, стихотворения и разкази са публикувани в списанията „Discovery Channel“, „The Writer“, „Prism Internationa“l, „Short Story International“, „Manoa“ и много други онлайн и печатни списания.
Удостоен е с множество литературни награди, които включват две писателски стипендии от Националната фондация за изкуства, стипендия „Фулбрайт“, шест стипендии за литература, драма и сценарий от Пенсилванския съвет по изкуствата и престижната литературна награда на „Дрю Хайнц“. През 2008 г. е удостоен с титлата „доктор хонорис кауза“ по литература от Университета на Индиана в Пенсилвания за „отличителни литературни постижения“.
Рандал Силвис живее със семейството си в Мърсър, Пенсилвания.

## Произведения

### Самостоятелни романи
- Excelsior (1988)
- An Occasional Hell (1993)
- Under the Rainbow (1993)
- Dead Man Falling (1996)
- Mysticus (1999)
- Doubly Dead (2004)
- In a Town Called Mundomuerto (2007)
- Hangtime (2009)
- The Boy Who Shoots Crows (2011)
- Blood & Ink (2015)
- Only the Rain (2018)
- First the Thunder (2018)
- The Deepest Black (2022)

### Серия „Едгар Алън По“ (Edgar Allan Poe)
1. On Night's Shore (2001)
2. Disquiet Heart (2002)

### Серия „Случаите на Райън ДеМарко“ (Ryan DeMarco Mystery)
1. Two Days Gone (2017)
Чернова, изд.: „Софтпрес“, София (2017), прев. Калина Лазарова
2. Walking the Bones (2018)
3. A Long Way Down (2019)
4. No Woods So Dark as These (2020)
5. When All Light Fails (2021)

- Incident on Ten-Right Road (2019) – сборник разкази

### Разкази и новели
- Why the Stranger Dreams (1985)
- The Night of Love's Last Dance (2006)
- Flying Fish (2012)
- The Indian (2014)
- Snap (2014)

### Сборници
- The Luckiest Man in the World (1984)

### Документалистика
- 50 Greatest Dads of All Time (1998)
- Heart So Hungry (2004)
- North Of Unknown (2005)
- From the Mirror (2021)

### Екранизации
- 1996 Преследван от миналото, An Occasional Hell – сценарий по романа